# Second Chance (serie televisiva 1995)
 Second Chance (セカンド・チャンス?) è una serie televisiva giapponese del 1995 trasmessa su TBS.

## Trama
Haruko, giovane madre di tre figli rimasta vedova, incontra Tsutomu, anche lui vedovo con una figlia. I due, che hanno sempre messo i propri bambini davanti a tutto, credono che il loro incontro possa davvero essere una "seconda occasione": iniziano così a frequentarsi, e decidono di sposarsi.